# Hospital San Juan de Dios (Quito)
El Hospital San Juan de Dios fue el primer hospital de la ciudad de Quito, y el segundo en el territorio del actual Ecuador luego del Hospital de Santa Catalina de Guayaquil (actual Hospital Luis Vernaza). Fue fundado en 1565 como Hospital de la Santa Misericordia de Nuestro Señor Jesucristo de Real Patrocinio y cerró sus puertas en 1974. Desde 1998 funciona en sus instalaciones el actual Museo de la Ciudad. 
Está ubicado en el centro histórico de Quito, del lado norte de la antigua quebrada de los  Ullaguangayacu, más tarde bautizada como de los gallinazos, y luego como de Jerusalén (actual bulevar 24 de Mayo).

## Historia
El rey Felipe II mandó a construir el hospital en 1534, 31 años después de la fundación de Quito. Fue fundado en 1565, bajo el nombre de Hospital de la Santa Misericordia de Nuestro Señor Jesucristo de Real Patrocinio. No está claro cuándo empezó a llamarse Hospital San Juan de Dios, algunos autores sugieren el año 1638, o en torno al año 1706 cuando pasó a manos de la orden betlemita o incluso recién en el s. XIX

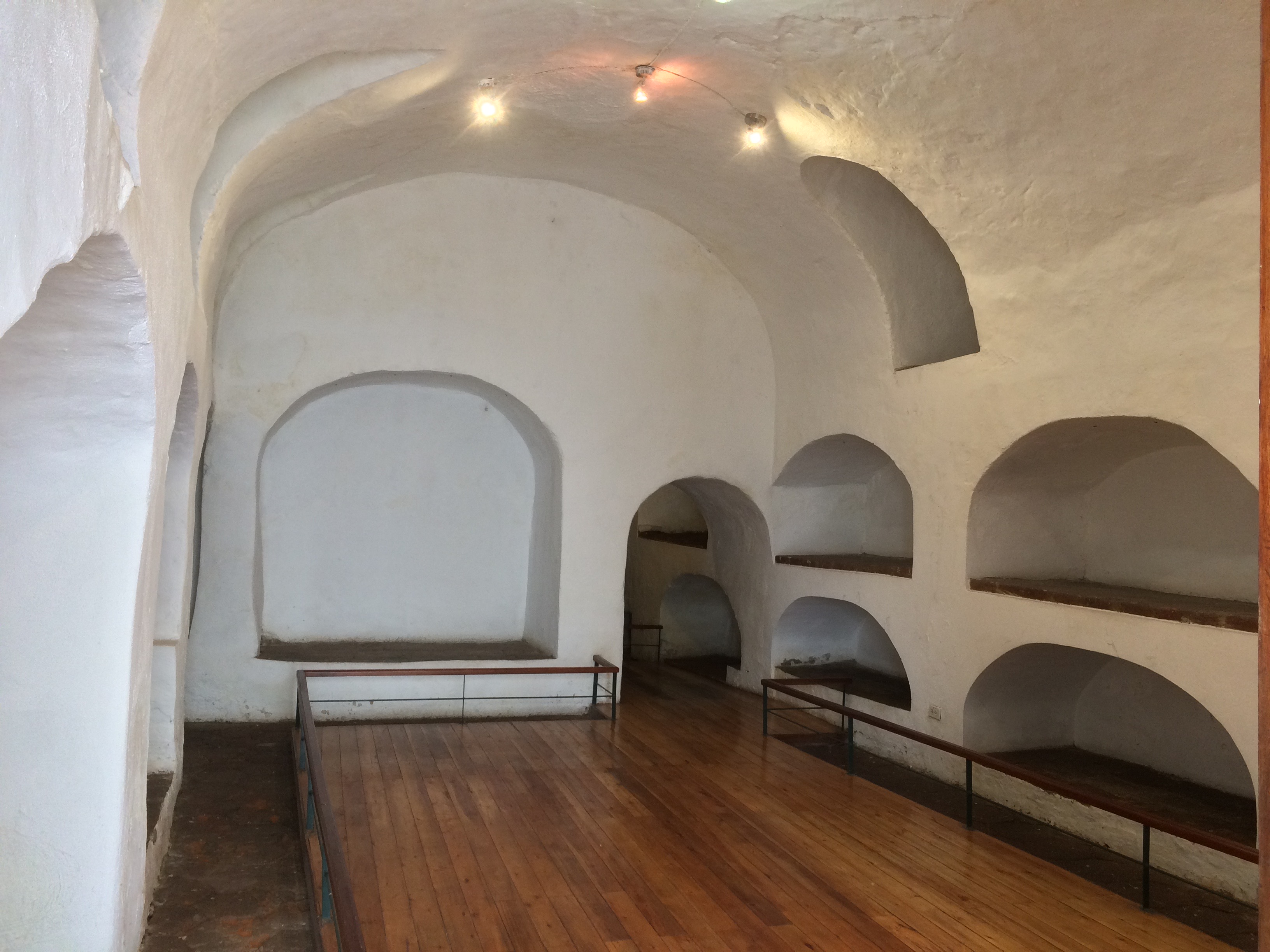
Cripta de los frailes betlemitas, antiguo hospital San Juan de Dios (actual Museo de la Ciudad).

El hospital disponía de 2 hectáreas con áreas específicas para cada sector de pacientes. El rey ordenó que se atendieran a los pacientes naturales de las tierras conquistadas, a los nacidos en España y sobre todo al ejército que cuidaba su colonia. El hospital también funcionó como hospicio, maternidad, pediátrico, asilo de personas con enfermedades venéreas y dermatológicas, entre otros, y atendieron en su interior "yerbateros", chamanes, curanderos, médicos, barberos, sangradores, monjas de la caridad, barchilones, tecnólogos, asistentes sociales y frailes.
También en las instalaciones del hospital, el precursor de la independencia Eugenio Espejo, especuló que la causa de muchas enfermedades eran provocadas por animáculos microscópicos que se introducen en el cuerpo de las personas, mucho antes que Pasteur lo descubriera. Así mismo, el médico Pedro Leiva develó la cura de la malaria que se encontraba en la corteza del árbol de quina.

## Galería

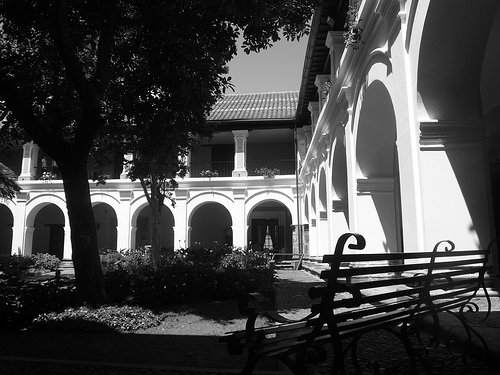
Hospital San Juan de Dios (Quito)
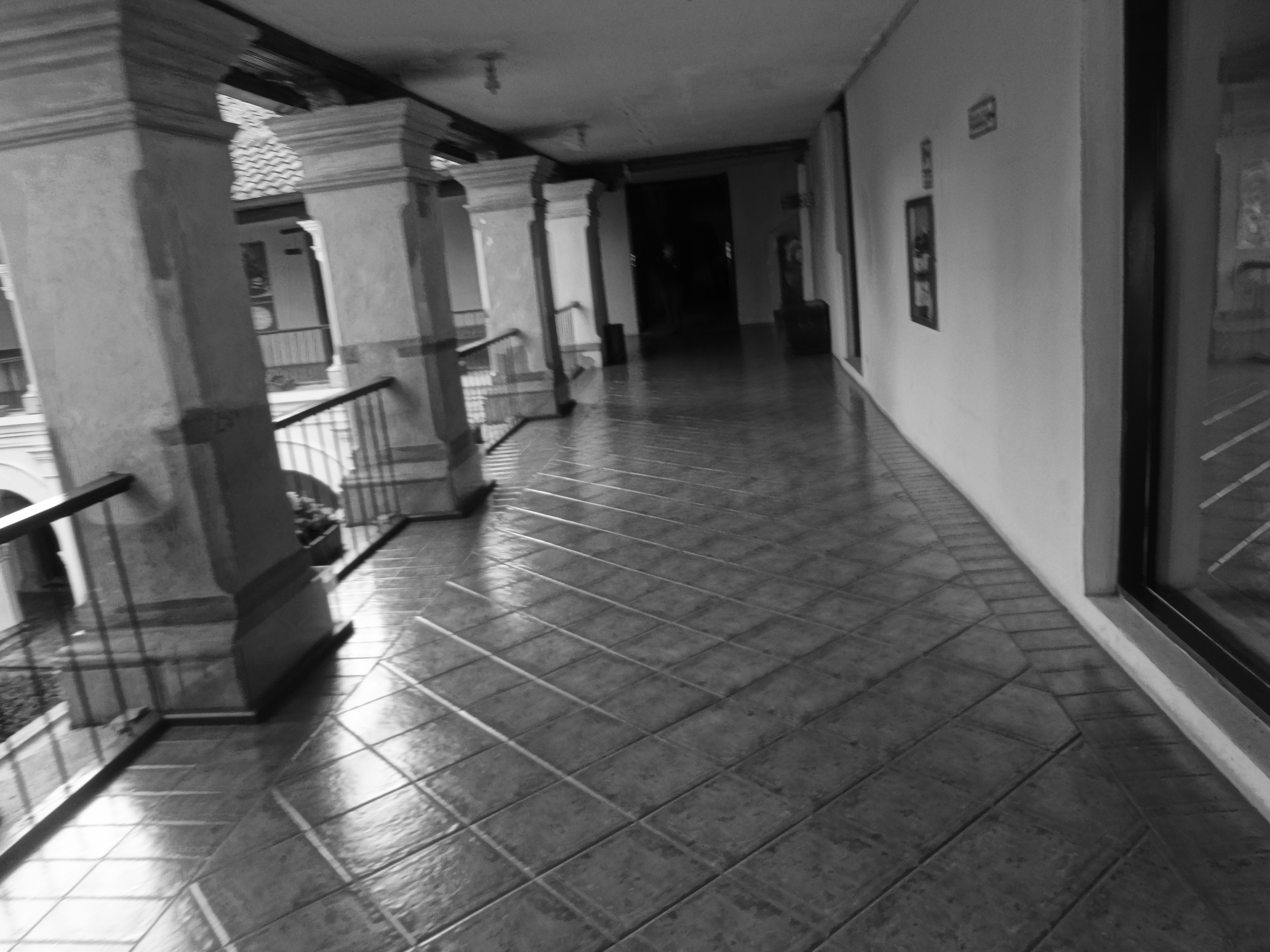
Hospital San Juan de Dios (Quito)
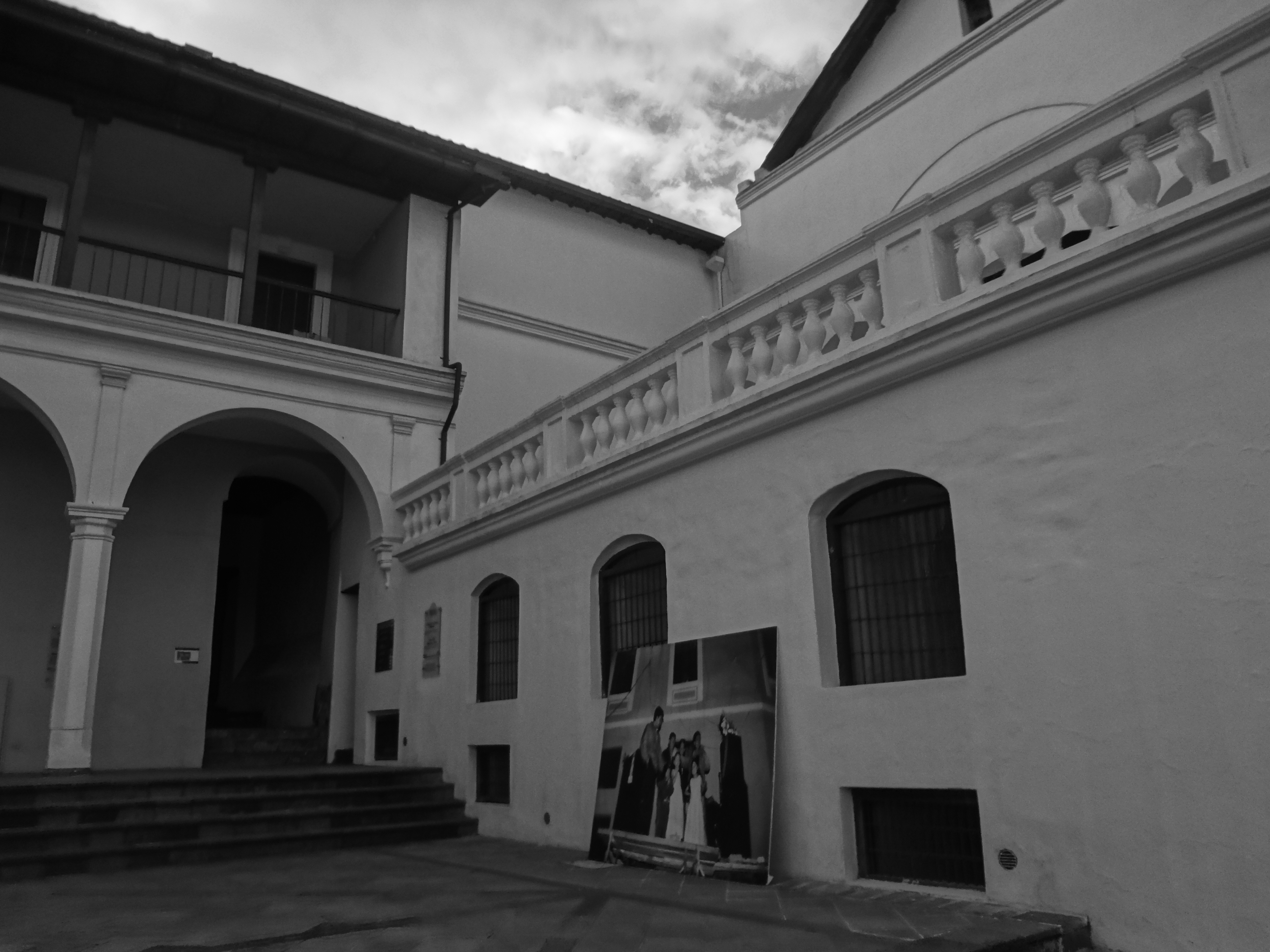
Hospital San Juan de Dios (Quito)
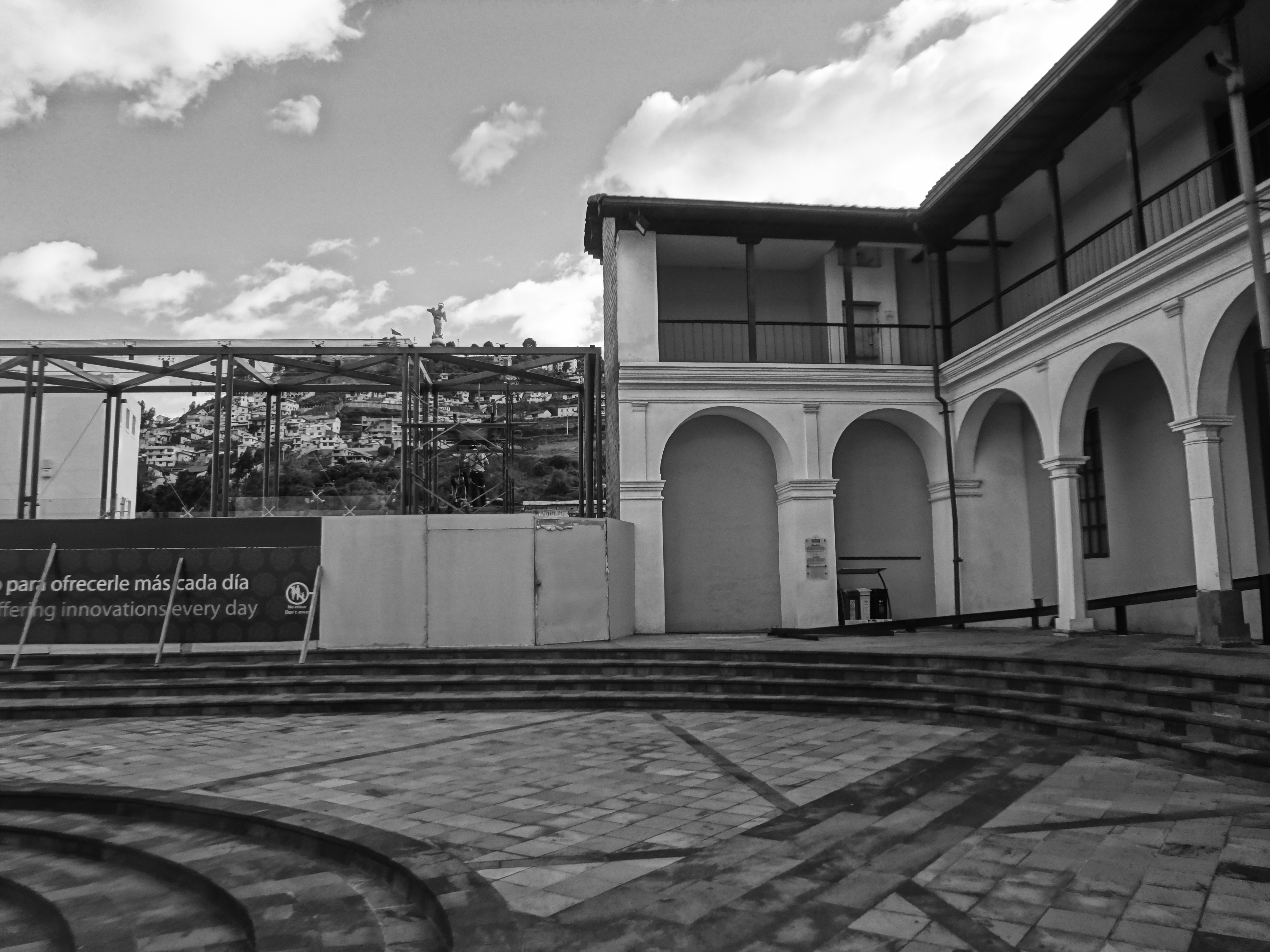
Hospital San Juan de Dios (Quito)